# Diplazoptilon
Diplazoptilon là một chi thực vật có hoa trong họ Cúc (Asteraceae).

## Loài
Chi Diplazoptilon gồm các loài: